# Mjölnargården

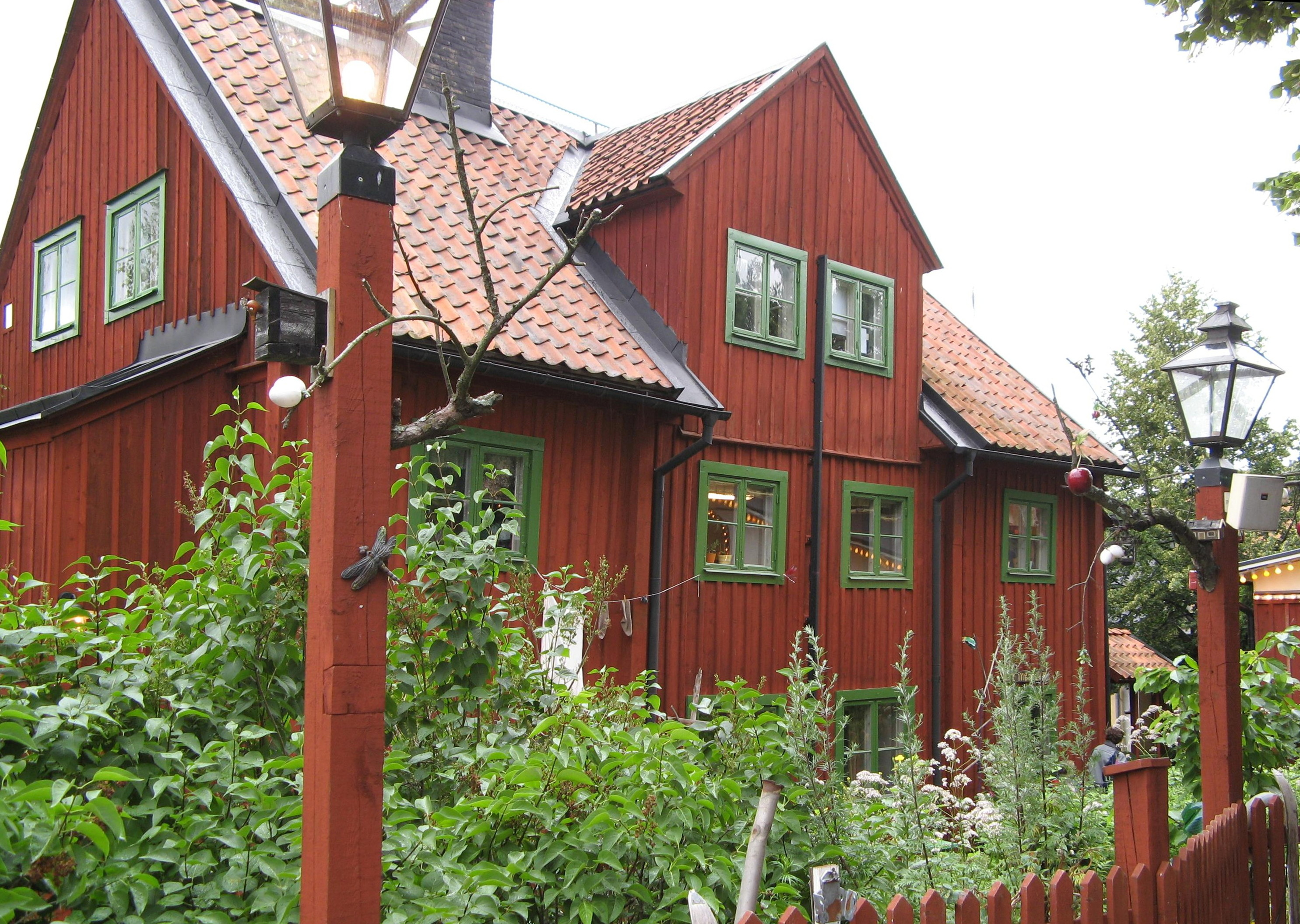
Mjölnargårdens norra fasad 2007.

Mjölnargården (även kallad Psilanderhielms malmgård) är en byggnad vid Lilla Allmänna gränd 3 inom nuvarande Gröna Lund i Djurgårdsstaden på Djurgården i Stockholm. Huset uppfördes 1668 på initiativ av Drottning Kristina samt renoverades och försågs med en extra våning runt 1725. Mjölnargården blev byggnadsminnesförklarad år 1935. Byggnaden kan enligt Riksantikvarieämbetet vara den äldsta bevarade träbyggnaden i Djurgårdsstaden.

## Historik

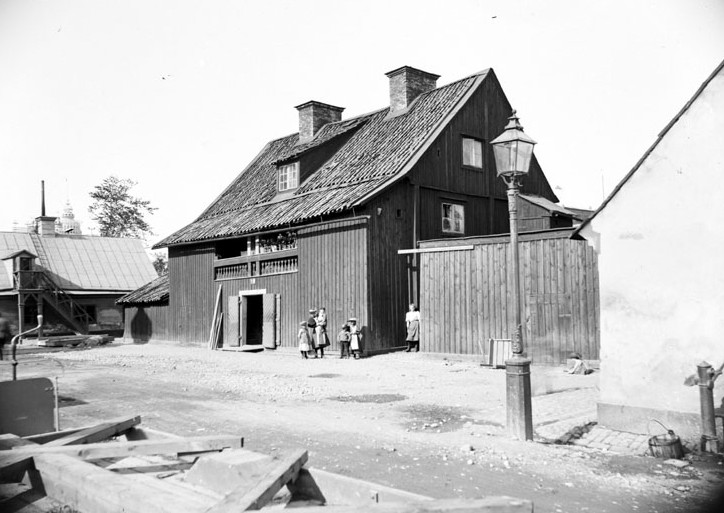
Mjölnargården 1896.

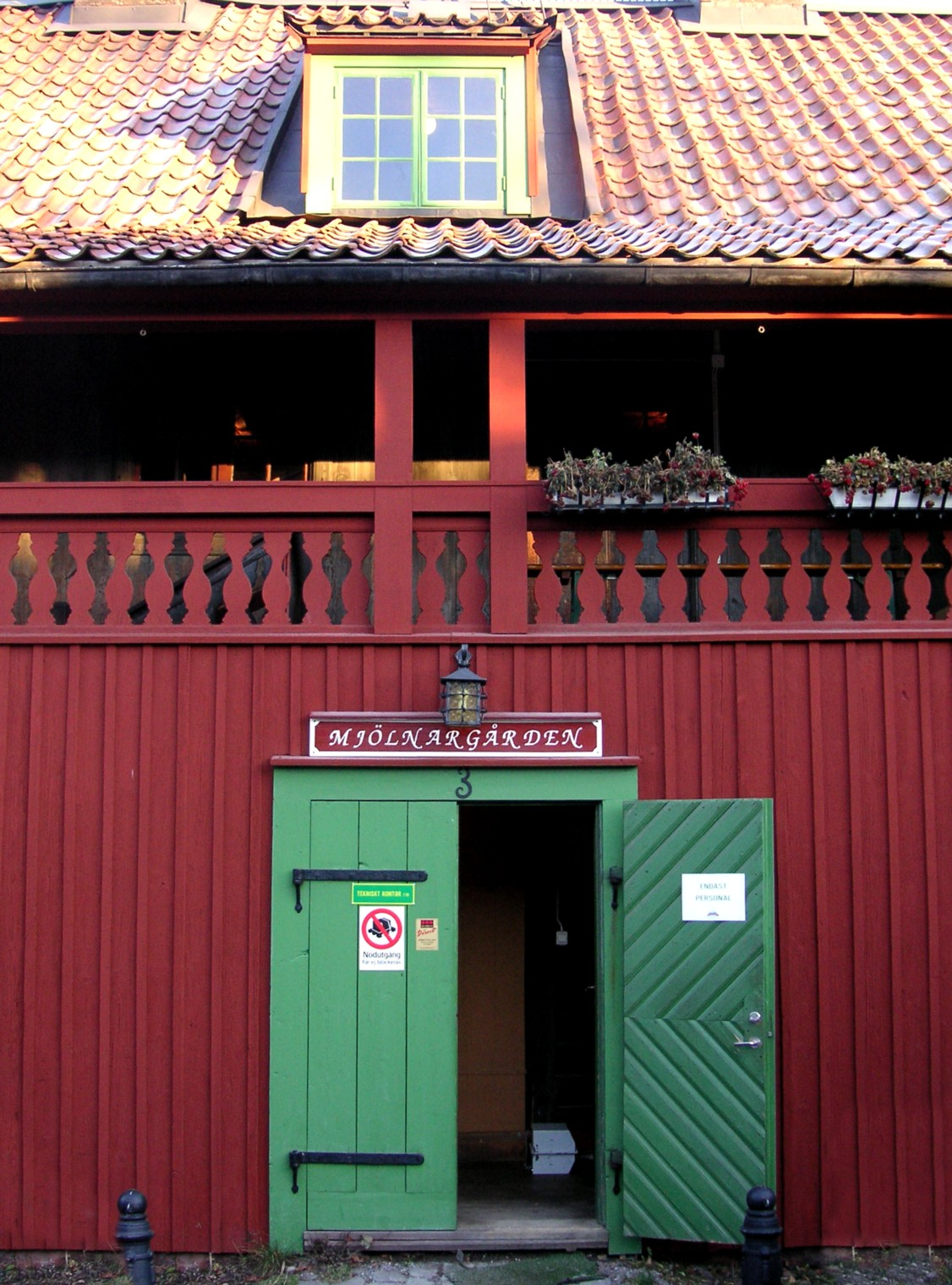
Entrén mot Lilla Allmänna gränd, 2007.

Byggnaden beställdes ursprungligen som sjukhem för sjömän av Drottning Kristina via krigsmanshuskassans räntmästare Filip Psilanderhielm varför huset även kallas  Psilanderhielms malmgård. 
Mjölnargården är en timrad tvåvåningsbyggnad med vindsvåning och två putsade flyglar av sten. Byggnaden ligger indragen från Lilla Allmänna gränd och fasaden är klädd med rödmålad locklistpanel och gröna kvadratiska fönster mot gården. Sadeltaket är tegeltäckt och brant förutom över svalen, och har ett smalt taksprång. 
Dess nuvarande namn kommer från att Gröna lunden 1745 förvärvades av kvarnägaren Johan Jacob Herbst. Under hans tid öppnades här värdshus och byggnaderna tros ha anpassats för uthyrningsändamål. Mjölnargården höjdes en våning och en svalgång tillkom. Han lät även uppföra Bellmanshuset och Låga längan på gården. 1765 övertogs Gröna lunden av Djurgårdsvarvet som använde byggnaderna som arbetarbostäder. Mjölnargården har sammanlagt rymt 13 enrumslägenheter. Svalgången mot gatan möjliggjorde att även alla rum på övervåningen var tillgängliga direkt utifrån. 
Varvet upphörde 1863 och staden övertog då området. År 1883 hyrde Jacob Schultheis området och anlade tivolit Gröna lund och bosatte sig i närbelägna Bellmanhuset.

## I populärkultur
Värdshuset Gröna lunden är omsjunget av Carl Michael Bellman i tre av Fredmans epistlar:
- N:o 12, Gråt Fader Berg och spela; Elegi öfver slagsmålet på Gröna Lund
- N:o 22, De dyrbaraste gåfvor; Til the Nybyggare på Gröna Lund
- N:o 62, Movitz Valdthornet proberar; Angående sista Balen på Gröna Lund

Gårdens värdshusrörelse förmodas av Riksantikvarieämbetet ha legat i Mjölnargården och inte i Bellmanshuset vilket mytbildningen kring byggnaden har gjort gällande sedan 1800-talet.